# Момбаса
Момбаса (англ. Mombasa) — город на юге Кении, административный центр Прибрежной провинции, второй по числу жителей город страны после Найроби. Расположен на одноименном острове в Индийском океане и прилегающих территориях побережья, с которыми соединён дамбами и мостом. Главный морской порт страны и крупный порт Восточной Африки. Начальный пункт железной дороги Момбаса — Найроби — Кисуму, от которой идёт линия к границе с Угандой. Функционирует международный аэропорт имени Мои.

## История
Впервые упоминается в XII веке в сочинении арабского географа аль-Идриси. К концу XV века стал крупным торговым городом.
В 1498 году Момбасу достигла португальская экспедиция Васко да Гамы. В 1505 году город почти полностью разрушен португальцами. С 1593 года он был центром португальских владений на восточно-африканском побережье, в 1638 году объявлен колонией Португалии.
В 1698 году город перешёл под контроль правителя Омана. В 1741 году в Момбасе утвердился местный арабо-суахилийский клан Мазруи. В 1837 году город был подчинён султаном Занзибара.
В 1875 году Форт Иисус был атакован британскими канонерками «Нассау» и «Райфлман», помогавшими подавить мятеж, поднятый комендантом форта. После артиллерийской дуэли форт был взят штурмом, началась эпоха британского господства в Восточной Африке.
С конца 1880-х годов под управлением Имперской британской восточноафриканской компании, в 1895—1907 годы главный город Восточно-Африканского протектората. В 1896 начато строительство железной дороги от Момбасы до Кисуму.
С 1920 административный центр колонии и протектората Кения.
С 1963 в составе независимой Кении.

## География
Момбаса расположена в 440 км к юго-востоку от столицы Кении, города Найроби. Центр города находится на коралловом острове в Индийском океане, а некоторые районы — на континенте. Остров отделён от материка двумя протоками — Тюдор и Килиндини. Рельеф местности — равнинный. В 30 км к югу от города расположен пляж Диани-Бич.

## Население

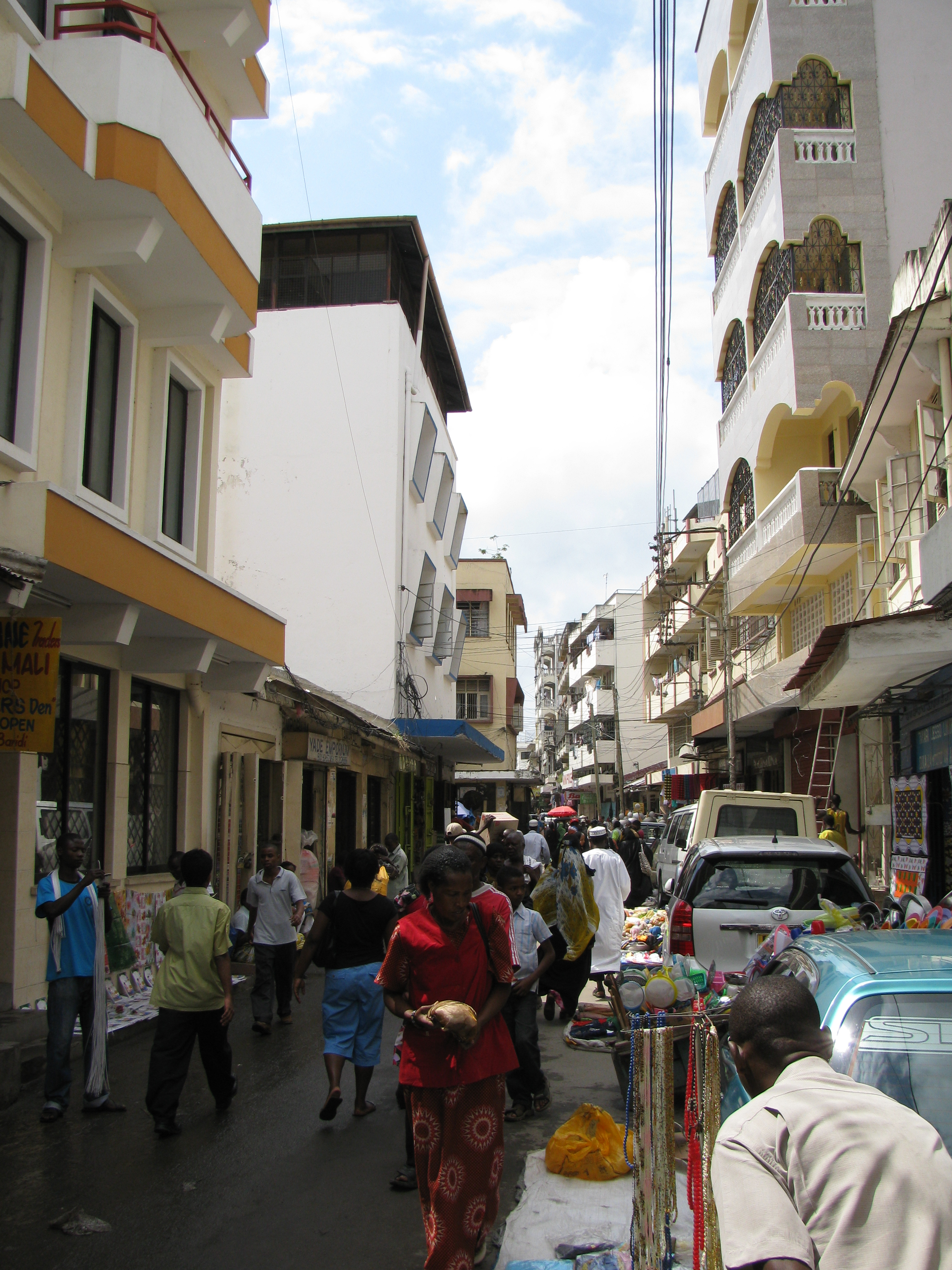
Улица Биашара

Подавляющее большинство населения города составляют мусульмане-сунниты. По данным переписи 2009 года население городской агломерации составляет 939 370 человек. Население Момбасы представлено главным образом группой народов миджикенда и народом суахили. Другие этнические группы включают арабов, камба, ватайта.
Динамика численности населения города по годам:
| 1950   | 1960    | 1970    | 1979    | 1989    | 1999    | 2009    | 2011    | 2019      | 2023      |
| ------ | ------- | ------- | ------- | ------- | ------- | ------- | ------- | --------- | --------- |
| 94 000 | 159 000 | 254 000 | 341 148 | 461 753 | 665 018 | 939 370 | 972 000 | 1 208 333 | 1 311 860 |

Источник:

## Экономика
Момбаса — крупый торговый и индустриальный центр.
Порт Момбасы (грузооборот 19 млн. т, в том числе ок. 619 тыс. контейнеров ДФЭ; 2009) — важный центр перевозок транзитных грузов соседних стран; вывоз в том числе сельскохозяйственной продукции (кофе, чай, сахар и др.), руд металлов, древесины.
Штаб-квартира и НПЗ (работает на импортном сырье) компании «Kenya Petroleum Refineries Ltd.».
Заводы: сталепрокатные (с суммарной мощностью св. 200 тыс. т стального проката в год), цементный.
Производство мебели, текстиля, прохладительных напитков и пива, табачных изделий и другие традиционные ремёсла.
Центр туризма (пляжный отдых, сафари и др.).

## Достопримечательности

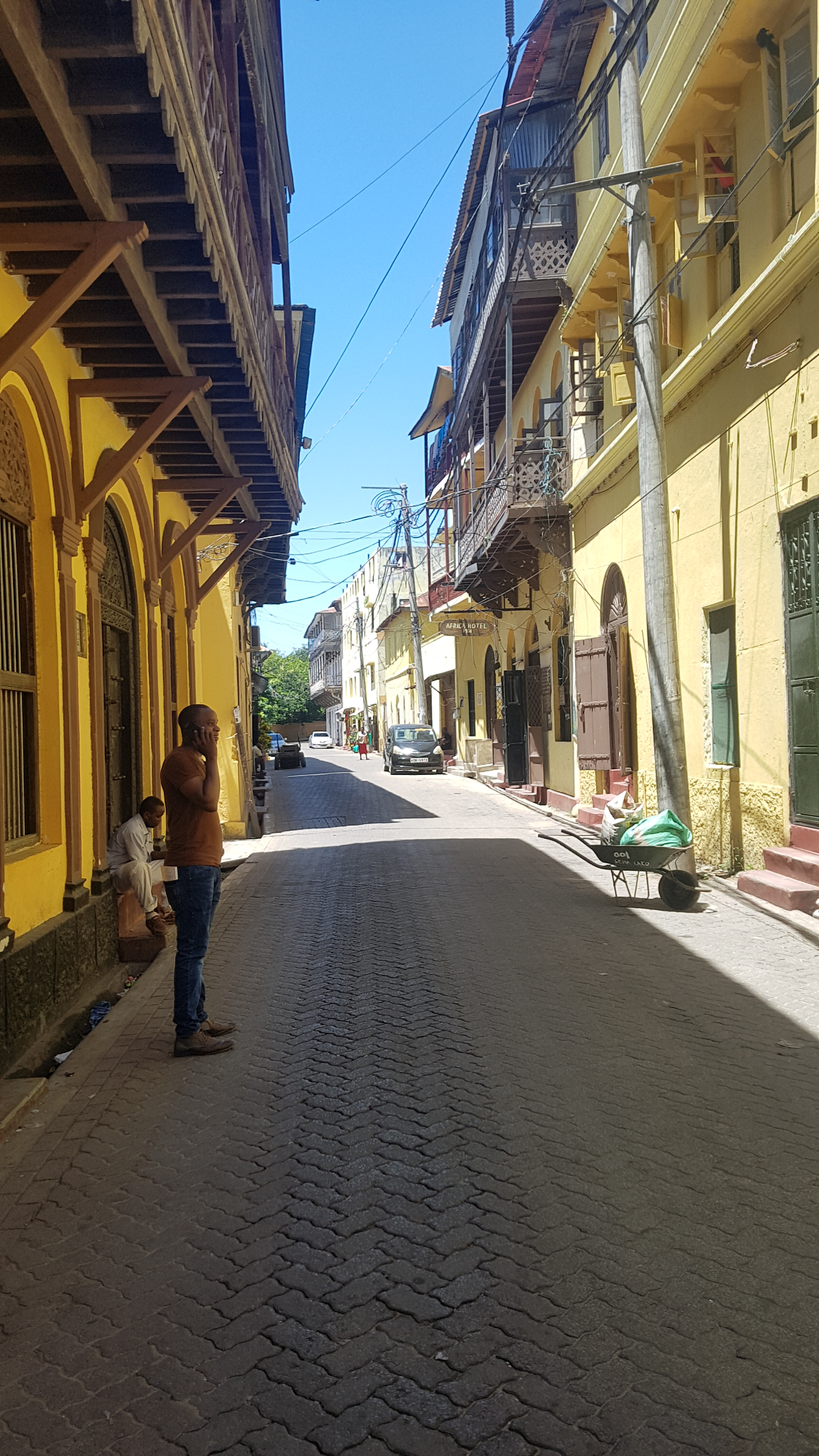
Улица в Старом городе Момбасы

Старый город состоит из арабской части с извилистыми улицами и постройками в стиле традиционной арабской архитектуры и европейских кварталов с широким прямыми улицами.
Среди архитектурных памятников:
- средневековая мечеть Башейх,
- мечеть Мандри (1570-71, расширена в 1988 и 1992, арх. Ф. Сиваро),
- португальский форт Иисуса с 4 широкими бастионами по углам (1593-94, арх. Ж. Б. Кайрато, перестроен в 1635; с 1958 музей),
- португальский монастырь (17 в.),
- католический собор Святого Духа (1889),
- индуистские храмы XIX—XX вв. и др.

Объекты современной архитектуры:
- памятный знак «Mombasa Tusks» (1952; арка в виде сложенных в букву «М» стилизованных слоновых бивней) — один из символов города,
- отель «Ошианик» (1956-58, арх. Э. Май),
- Новая мечеть (1984, арх. С. Хамид);
- здание школы шейа Халифы Бин Зайда (1985);
- комплекс «Академии Ага-хана» (2003), возведённый по принципу традиционной деревни суахили.

## Города-побратимы
Момбаса является городом-побратимом следующих городов:
- Сиэтл, Вашингтон, США
- Лонг-Бич, Калифорния, США
- Гонолулу, Гавайи, США
- Одесса, Одесская область, Украина

## Галерея

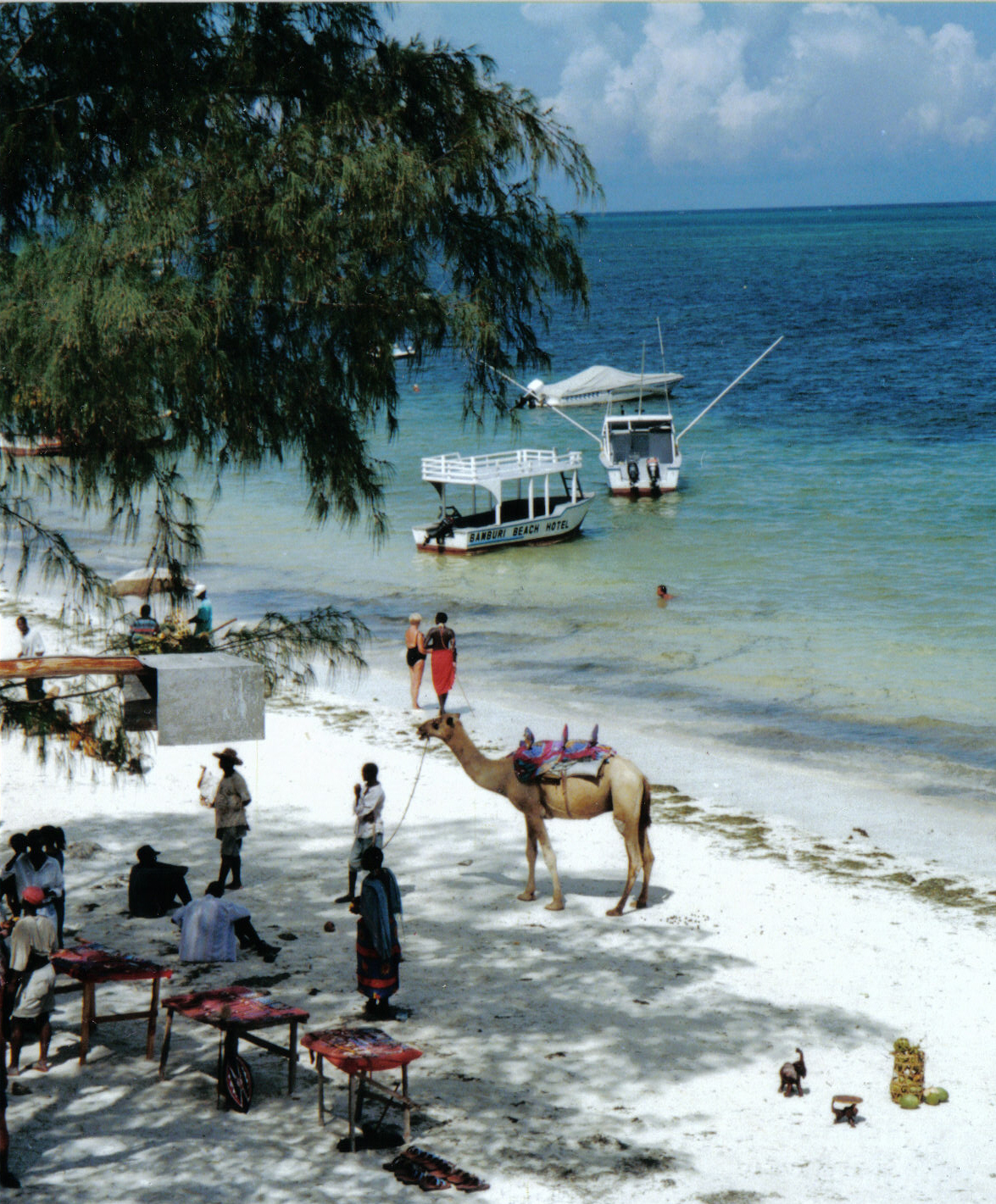
В прибрежной части города
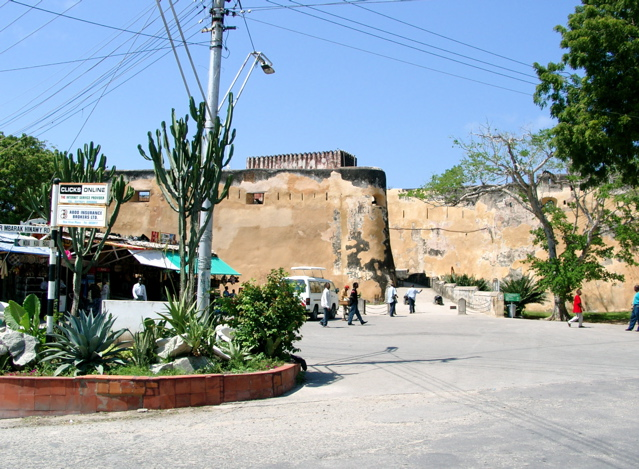
Форт Иисус
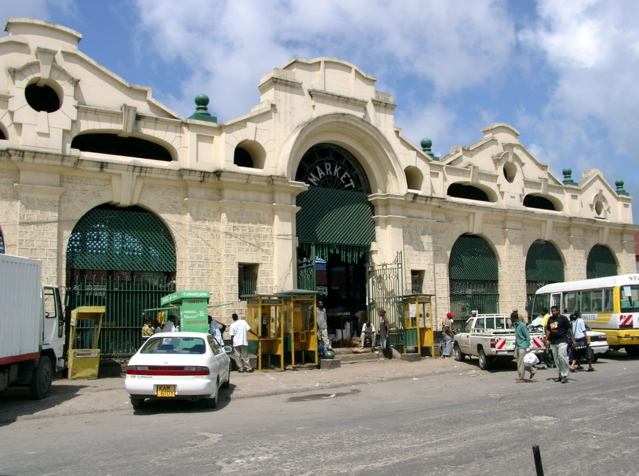
Здание рынка колониальной эпохи

## В массовой культуре
В фильме Сидни Поллака «Из Африки» 1985 года Момбаса представлена как порт, откуда путешественники отправляются в Европу через Суэцкий канал.
В индийском фильме 1987 года «Мистер Индия» исполняется песня о Момбасе.
Большая часть событий в повести «Консуммация в Момбасе» московского писателя Андрея Гусева происходит в Момбасе и в расположенном поблизости городе Мтвапа.
Музыкальная композиция "Mombasa" исполнена финской певицей Taiska.
«Один билет до Момбасы» (фин. «Menolippu Mombasaan») — финский фильм, снятый в 2002 году.

## Известные уроженцы
- Хандавалла Бвана — кенийский футболист.
- Дуглас Вакиихури — кенийский марафонец.
- Малайка Фирт — британская топ-модель.